# دکتر هو (سری ۳)
سری سوم سریال علمی-تخیلی بریتانیایی دکتر هو در سال ۲۰۰۵ با قسمت ویژه کریسمس به نام عروس فراری شروع شد.